# 荥州
荥州，一作荧州、荣州。北周、隋朝、王郑时设置的州。
北周平北齐，宣政元年（578年）改北豫州置荥州，治所在成皋县（今虎牢关，河南省荥阳市西北三十六里汜水集）。辖境相当今河南省郑州市、荥阳市、新密市、新郑市、中牟县、原阳县等地。隋文帝开皇三年（583年）改置郑州。
王世充开明元年（619年），以荥阳县置荥州。次年十月，荥州刺史魏陆归降唐朝。唐高祖武德四年（621年）废除荥州，荥阳县改属郑州。
唐朝荥州刺史
- 魏陆（620年）